# Jens Lütkenherm
Jens Peter Lütkenherm (* 29. März 1961 in Düsseldorf) ist ein deutscher Diplomat. Er war von August 2017 bis Juli 2021 Botschafter in Laos. Seit Mitte 2024 ist er Botschafter in Ecuador und Leitet als solcher die Botschaft Quito.

## Leben
Nach dem Abitur studierte Jens Lütkenherm von 1980 bis 1987 Geschichte, Politik und Germanistik in Mainz und Heidelberg sowie von 1987/88 Journalistik in Mainz.
Zu seinen Hobbys gehören Schwimmen, Lesen und Fußball.
Lütkenherm ist verheiratet und hat 3 Kinder.

## Laufbahn
1988 trat Lütkenherm in den Auswärtigen Dienst ein und absolvierte bis 1990 die Ausbildung zum höheren Auswärtigen Dienst an der Diplomatischen Akademie in Bonn. Von 1990 bis 1991 arbeitete er im Bundesministerium der Verteidigung im Referat für weltweite und nukleare Abrüstung.
Von 1991 bis 1994 führte ihn sein erster Auslandseinsatz an das Generalkonsulat San Francisco in den USA, wo er als Erster Sekretär für Kultur, Protokoll, Rechts- und Konsularwesen arbeitete.
Von 1995 bis 1996 arbeitete Lütkenherm als Persönlicher Referent von Karsten Voigt, MdB und Präsident der Nordatlantischen Versammlung (NATO Parlamentarische Versammlung) und wechselte 1997 in das Referat für Rüstungsexportkontrolle im Auswärtigen Amt.
1998 wurde Lütkenherm Stellvertretender Leiter des Vertretungsbüros Ramallah für die Palästinensischen Gebiete. Dort blieb er bis 2002, wechselte dann zurück in das Auswärtige Amt in Berlin, wo er bis 2007 in verschiedenen Referaten arbeitete.
Von 2007 bis 2010 war Lütkenherm als Leiter des Kulturreferats an der Botschaft Warschau tätig, kehrte dann als Leiter des Referats für internationale Konferenzen in das Auswärtige Amt nach Berlin zurück und wurde 2012 Leiter des Referats für konventionelle Rüstungskontrolle und Vertrauens- und Sicherheitsbildende Maßnahmen in Europa.
2014 wurde Lütkenherm als Ständiger Vertreter und Referent für Politik an die Botschaft in Santiago de Chile versetzt. In seine Dienstzeit dort fiel der Besuch von Bundespräsident Joachim Gauck, der für mediales Aufsehen sorgte.
Im August 2017 wurde Lütkenherm zum Botschafter in Laos, mit Dienstsitz Vientiane, ernannt. Mitte 2021 folgte ihm Annette Knobloch auf diesem Posten nach.
Im Sommer 2024 wurde Lütkenherm als Nachfolger von Philipp Schauer deutscher Botschafter in Ecuador.